# Charles Newton (inventor)
Charles Newton fue un abogado estadounidense y entusiasta de las armas de fuego y desarrollo de calibres. Fue conocido por sus diseños de cartuchos metálicos que lo llevaron a la creación del .22 Savage Hi-Power que fue adoptado por Savage Arms. Este éxito pronto fue seguido por el diseño del .250-3000 Savage, primer cartucho capaz de lograr los 3,000 pies por segundo.
Charles también experimentó con el .30-06 Springfield, creando al precursor del cartucho hoy llamado el .25-06 Remington, el cual fue lanzado al mercado inicialmente como el.25 Newton Special. 
Probablemente Netwon no produjo armas de fuego de este calibre. Pronto se convirtió en el .256 Newton, al principio, diseñado para disparar una bala de 123, y después de 129 granos y 140 granos. La premisa de Newton era usar un casquillo de gran capacidad, para así lograr una alta velocidad inicial resultando en una balística terminal más efectiva.
Newton desarrolló varios calibres. Los más conocidos son el .22 Newton (bala de 90 granos), .256 Newton, .30 Newton (bala de 180 granos), .33 Newton (bala de 200 granos), .35 Newton (bala de 250 granos) y .40 Newton (bala de 300 granos). A partir de 1914 hasta fines de la década de 1920, participó en varios esfuerzos para promover y vender rifles en sus calibres patentados.

## Cartuchos de newton
El .256 Newton era un cartucho de fuego central sin anillo, introducido en 1913. Se basó en el casquillo del .30-06 Springfield y se desarrolló en conjunto con Western Cartridge Company . Con un proyectil de 123 gr (8 g) lograba una velocidad inicial de 3103 pies / s (946 m / s) y 2632 ft⋅lbf (3569 J) de energía.
El .30 Newton era un cartucho de percusión central sin anillo, de alta velocidad, introducido en 1913. Se basó en un calibre alemán de la época, el 11.2x72 Schuler. Los cartuchos fueron producidos por Western Cartridge Company. Estaba cargado con una bala de 150 gr (10 g), con una velocidad inicial de 3208 pies / s (978 m / s) y 3445 pies⋅lbf (4671 J) de energía. Muy similar al .300 Winchester Magnum.
El .35 Newton era un cartucho de percusión central sin anillo introducido en 1915, dos años después del .30 Newton, y los cartuchos fueron producidos por Western Cartridge Company hasta 1936. Se desarrolló a partir del casquillo dek .30 Newton, holgando el cuello de este para alojar un proyectil calibre .358. Estaba cargado con una bala de 250 granos, alcanzando una velocidad inicial de aproximadamente 2800 pies / s.

## Rifles de newton
Para promocionar sus cartuchos patentados debía garantizar un suministro de rifles de alta calidad capaces de resistir de manera segura la alta presión de la cámara desarrollada por ellos. Charles incorporó Newton Arms Co. Inc. en 1914. El primero de muchos catálogos publicados por Newton ofrecía rifles Mauser y Sauer-Mauser convertidos, probablemente por Fred Adolph, a calibres Adolph y Newton. Fred Adolph era armero en Génova, Nueva York. Él y Newton trabajaron juntos para diseñar algunos de los primeros calibres. Estos cartuchos se llamaron inicialmente calibres Adolph y luego se usaron el sufijo Newton en lugar de Adolph.
En 1914, Charles Newton hizo acuerdos con Mauser para importar rifles en calibre 6.5mm y convertirlos en los EE. UU. a .256 Newton. El primer pedido fue de 24 rifles que llegó a los Estados Unidos en agosto de 1914, pero nunca se recibieron tres pedidos adicionales debido al comienzo de la Primera Guerra Mundial, evento que llevó a Charles a fabricar sus propios rifles. Con el empleo del destacado fabricante de cañones y armero Harry Pope, Newton aseguró que sus rifles serían de la más alta calidad.
Estos rifles First Model 1916 se fabricaron en Buffalo, Nueva York. Debido a las dificultades financieras y la incapacidad de fabricar municiones debido a los esfuerzos de guerra, la empresa produjo rifles con Newton durante 16 meses. En este momento, se fabricaron alrededor de 2.400 rifles. Newton Arms Co. Inc. entró en suspensión de pagos durante los siguientes 98 días. Luego, el receptor se vendió a un distribuidor de equipos de fábrica usados que a su vez vendió el equipo y los rifles sobrantes a Newton Arms Corporation con sede en Nueva York, Nueva York. También estuvieron en el negocio durante unos 16 meses, fueron demandados por Newton y vendieron los rifles restantes a Kirkland Bros. Hardware. Los sucesores de Newton vendieron aproximadamente 1.600 rifles, lo que hizo que el número total de modelos 1916 producidos fuera igual a 4000 rifles.
Newton comenzó el Chas. Newton Rifle Co. en 1919 e importó alrededor de 100 rifles Sauer-Mauser de fabricación alemana, todos en calibre .256 Newton. Este modelo es conocido como el Modelo 1922 Newton.
Buffalo Newton Rifle Co. se organizó en 1923 con el propósito de fabricar un rifle de nuevo diseño. Los primeros rifles se fabricaron en 1924 y se convirtieron en el segundo rifle Buffalo Newton modelo 1924. La fábrica estaba en New Haven, Connecticut. Solo se produjeron alrededor de 1,000 de este modelo de rifle Newton.
El último intento de Charles Newton en la fabricación de rifles fue el rifle LeverBolt, que nunca alcanzó el estado de producción y solo se fabricaron prototipos. Los diseños innovadores de cartuchos y rifles de Newton contribuyeron mucho a la industria de las armas de fuego y algunos de sus desarrollos son utilizados hoy en día por los fabricantes de rifles.

## Lista de patentes
- Patente USPTO n.º 1074809 Powder and Propellant for Firearms, Granted October 7, 1913.
- Patente USPTO n.º 1096558 Rifle Bullet or Projectile, Granted May 12, 1914.
- Patente USPTO n.º 1172035 Projectile, Granted February 15, 1916.
- Patente USPTO n.º 1215181 Trigger Mechanism for Firearms, Granted February 6, 1917. 1/2 Assigned to John F. Nagel of Buffalo, New York
- Patente USPTO n.º 1328334 Projectile, Granted January 20, 1920. Assigned to Frank N. Stone of Cleveland, Ohio.